# Царь-рыба (повесть)
«Царь-ры́ба» — повесть Виктора Астафьева 1976 года.
Повествование в рассказах было напечатано в номерах 4-6 журнала «Наш современник» в 1976 году.
В 1977 году «Царь-рыбу» напечатала «Роман-газета», а через год в Красноярске вышло первое книжное издание «Царь-рыбы» (1978). 
Важное место в произведении занимает тема материнства.
Повествование в рассказах «Царь-рыба» удостоено в 1978 году Государственной премии СССР.